# マイケル・キエーザ
マイケル・キエーザ（Michael Chiesa、1987年12月7日 - ）は、アメリカ合衆国の男性総合格闘家。コロラド州オーロラ出身。シクジュツ・ファイティング・システムズ／チーム・アルファメール所属。The Ultimate Fighter 15ウェルター級トーナメント優勝。マイケル・キエサとも表記される。

## 来歴
高校時代はレスリング部に所属。大学に進学するも3日で中退し、スポケーンのバドワイザーで働きながら2008年にプロ総合格闘技デビュー。

### TUF
2012年3月、リアリティ番組「The Ultimate Fighter」のシーズン15に参加。ユライア・フェイバー率いるチーム・フェイバーに所属。ライト級トーナメント1回戦でジェレミー・ラースンと対戦し、3-0の判定勝ち。2回戦でジャスティン・ローレンスと対戦し、パウンドで3RTKO勝ち。準決勝でジェームズ・ヴィックと対戦し、パウンドで2RTKO勝ちを収め決勝進出を果たした。
2012年6月1日、The Ultimate Fighter 15 Finaleのライト級トーナメント決勝でアル・アイアキンタと対戦し、リアネイキドチョークで1R一本勝ち。トーナメント優勝を果たし、サブミッション・オブ・ザ・ナイトを受賞した。

### UFC
2013年2月23日、UFC本戦初出場となったUFC 157でアントン・クイヴァネンと対戦し、リアネイキドチョークで2R一本勝ちを収めた。
2013年7月27日、UFC on FOX 8でホルヘ・マスヴィダルと対戦し、1Rにパンチでダウンを奪うものの、ダースチョークで2R一本負け。キャリア10戦目で初黒星を喫した。
2013年11月6日、UFC: Fight for the Troops 3でコルトン・スミスと対戦し、リアネイキドチョークで2R一本勝ち。サブミッション・オブ・ザ・ナイトを受賞した。
2014年9月5日、UFC Fight Night: Jacare vs. Mousasiでジョー・ローゾンと対戦し、ドクターストップで2RTKO負け。敗れはしたものの、ファイト・オブ・ザ・ナイトを受賞した。
2015年12月10日、UFC Fight Night: Namajunas vs. VanZantでライト級ランキング14位のジム・ミラーと対戦し、リアネイキドチョークで2R一本勝ち。ファイト・オブ・ザ・ナイトを受賞した。
2016年4月16日、UFC on FOX 19でライト級ランキング7位のベニール・ダリウシュと対戦し、リアネイキドチョークで2R一本勝ち。パフォーマンス・オブ・ザ・ナイトを受賞した。
2017年6月25日、UFC Fight Night: Chiesa vs. Leeでライト級ランキング11位のケビン・リーと対戦し、1Rにリアネイキドチョークでテクニカル一本負け。しかし、レフェリーのストップを巡って論争が起き、両者の因縁はさらに深まることとなった。
2018年7月7日、UFC 226でライト級ランキング12位のアンソニー・ペティスと対戦し、2Rにトライアングルアームバーで一本負け。なお、この試合はキエーザが157.5ポンドとライト級リミットから1.5ポンドの体重超過をしたため、ファイトマネーの30％をペティスに譲渡して試合が行われた。
2018年9月10日、選手バス襲撃事件に巻き込まれて怪我を負ったキエーザはコナー・マクレガーに対して民事訴訟を起こした。また、バークレイズ・センターに対しても過失責任があるとして訴訟を起こしている。
2018年12月29日、ウェルター級転向初戦となったUFC 232で元UFC世界ウェルター級暫定王者カーロス・コンディットと対戦し、片手でキムラロックを極め2R一本勝ち。
2020年1月25日、UFC Fight Night: Blaydes vs. dos Santosでウェルター級ランキング5位の元UFC世界ライト級王者ハファエル・ドス・アンジョスと対戦し、3-0の判定勝ち。
2021年1月20日、UFC on ESPN: Chiesa vs. Magnyでウェルター級ランキング9位のニール・マグニーと対戦し、グラウンドの攻防で終始圧倒して3-0の5R判定勝ち。ウェルター級転向後4連勝となった。
2021年8月7日、UFC 265でウェルター級ランキング6位のビセンテ・ルケと対戦。優勢に試合を進めたものの、ダースチョークで逆転の1R一本負け。
2021年11月20日、UFC Fight Night: Vieira vs. Tateでウェルター級ランキング14位のショーン・ブレイディと対戦し、0-3の判定負け。自身のキャリア初の判定負けを喫した。

## 人物・エピソード
- 同じイタリア系アメリカ人でThe Ultimate Fighter: Liveキャストのサム・シシリアとは親友同士である。
- 2017年5月に行われたUFCの記者会見で、対戦相手のケビン・リーのトラッシュ・トークが引き金となり、リーと乱闘寸前となった[6]。

## 戦績

### プロ総合格闘技
| 総合格闘技 戦績 | 総合格闘技 戦績 | 総合格闘技 戦績 | 総合格闘技 戦績 | 総合格闘技 戦績 | 総合格闘技 戦績 | 総合格闘技 戦績 |
| --------------- | --------------- | --------------- | --------------- | --------------- | --------------- | --------------- |
| 26 試合         | (T)KO           | 一本            | 判定            | その他          | 引き分け        | 無効試合        |
| 19 勝           | 0               | 12              | 7               | 0               | 0               | 0               |
| 7 敗            | 1               | 5               | 1               | 0               | 0               | 0               |

| 勝敗 | 対戦相手                     | 試合結果                        | 大会名                                                       | 開催年月日     |
| ○    | コート・マッギー             | 5分3R終了 判定3-0               | UFC on ESPN 69: Usman vs. Buckley                            | 2025年6月14日  |
| ○    | マックス・グリフィン         | 3R 1:56 リアネイキドチョーク    | UFC 310: Pantoja vs. Asakura                                 | 2024年12月7日  |
| ○    | トニー・ファーガソン         | 1R 3:44 リアネイキドチョーク    | UFC on ABC 7: Sandhagen vs. Nurmagomedov                     | 2024年8月3日   |
| ×    | ケビン・ホランド             | 1R 2:39 ダースチョーク          | UFC 291: Poirier vs. Gaethje 2                               | 2023年7月29日  |
| ×    | ショーン・ブレイディ         | 5分3R終了 判定0-3               | UFC Fight Night: Vieira vs. Tate                             | 2021年11月20日 |
| ×    | ビセンテ・ルケ               | 1R 3:25 ダースチョーク          | UFC 265: Lewis vs. Gane                                      | 2021年8月7日   |
| ○    | ニール・マグニー             | 5分5R終了 判定3-0               | UFC on ESPN 20: Chiesa vs. Magny                             | 2021年1月20日  |
| ○    | ハファエル・ドス・アンジョス | 5分3R終了 判定3-0               | UFC Fight Night: Blaydes vs. dos Santos                      | 2020年1月25日  |
| ○    | ディエゴ・サンチェス         | 5分3R終了 判定3-0               | UFC 239: Jones vs. Santos                                    | 2019年7月6日   |
| ○    | カーロス・コンディット       | 2R 0:56 キムラロック            | UFC 232: Jones vs. Gustafsson 2                              | 2018年12月29日 |
| ×    | アンソニー・ペティス         | 2R 0:52 腕ひしぎ三角固め        | UFC 226: Miocic vs. Cormier                                  | 2018年7月7日   |
| ×    | ケビン・リー                 | 1R 4:37 リアネイキッドチョーク  | UFC Fight Night: Chiesa vs. Lee                              | 2017年6月25日  |
| ○    | ベニール・ダリウシュ         | 2R 1:20 リアネイキドチョーク    | UFC on FOX 19: Teixeira vs. Evans                            | 2016年4月16日  |
| ○    | ジム・ミラー                 | 2R 2:57 リアネイキドチョーク    | UFC Fight Night: Namajunas vs. VanZant                       | 2015年12月10日 |
| ○    | ミッチ・クラーク             | 5分3R終了 判定3-0               | UFC Fight Night: Mendes vs. Lamas                            | 2015年4月4日   |
| ×    | ジョー・ローゾン             | 2R 2:14 TKO（ドクターストップ） | UFC Fight Night: Jacare vs. Mousasi                          | 2014年9月5日   |
| ○    | フランシスコ・トリナウド     | 5分3R終了 判定3-0               | UFC 173: Barao vs. Dillashaw                                 | 2014年5月24日  |
| ○    | コルトン・スミス             | 2R 1:41 リアネイキドチョーク    | UFC: Fight for the Troops 3                                  | 2013年11月6日  |
| ×    | ホルヘ・マスヴィダル         | 2R 4:59 ダースチョーク          | UFC on FOX 8: Johnson vs. Moraga                             | 2013年7月27日  |
| ○    | アントン・クイヴァネン       | 2R 2:29 リアネイキドチョーク    | UFC 157: Rousey vs. Carmouche                                | 2013年2月23日  |
| ○    | アル・アイアキンタ           | 1R 2:47 リアネイキドチョーク    | The Ultimate Fighter 15 Finale 【ライト級トーナメント 決勝】 | 2012年6月1日   |
| ○    | ダレル・フェナー             | 1R 0:45 リアネイキドチョーク    | CageSport 16                                                 | 2011年10月1日  |
| ○    | マット・コーブル             | 1R 2:13 リアネイキドチョーク    | LOTC: Battle at the Bay 【LOTCライト級王座決定戦】           | 2011年7月16日  |
| ○    | エビアン・ロドリゲス         | 1R 1:03 リアネイキドチョーク    | LOTC: Conquest of the Cage                                   | 2011年4月28日  |
| ○    | ダーシー・ジェームス         | 1R 0:53 ダースチョーク          | BFL 7: Invasion                                              | 2011年3月26日  |
| ○    | アンディ・パヴェ             | 5分3R終了 判定3-0               | Rumble on the Ridge 14: Defiance                             | 2010年10月20日 |

### 総合格闘技エキシビション
| 勝敗 | 対戦相手                 | 試合結果                     | 大会名                     | 開催年月日    |
| ○    | ジェームス・ヴィック     | 2R 1:55 TKO（パウンド）      | The Ultimate Fighter: Live | 2012年5月25日 |
| ○    | ジャスティン・ローレンス | 3R 1:02 TKO（パウンド）      | The Ultimate Fighter: Live | 2012年5月11日 |
| ○    | ジェレミー・ラースン     | 5分2R終了 判定3-0            | The Ultimate Fighter: Live | 2012年4月6日  |
| ○    | ジョナバン・ビスタンテ   | 1R 2:05 リアネイキドチョーク | The Ultimate Fighter: Live | 2012年3月9日  |

### アマチュア総合格闘技
| 勝敗 | 対戦相手             | 試合結果                 | 大会名                       | 開催年月日    |
| ○    | ディーン・ブリム     | 3分5R終了 判定3-0        | ExciteFight                  | 2009年5月9日  |
| ×    | マルク・フォーサイス | 1R 1:07 腕ひしぎ十字固め | SportFight 23: Heated Rivals | 2008年6月20日 |

## 獲得タイトル
- LOTCライト級王座（2011年）
- The Ultimate Fighter 15ライト級トーナメント 優勝（2012年）

## 表彰
- ブラジリアン柔術 紫帯
- UFC ファイト・オブ・ザ・ナイト（2回）
- UFC サブミッション・オブ・ザ・ナイト（2回）
- UFC パフォーマンス・オブ・ザ・ナイト（1回）